# Mont-Saint-Martin (Isère)
Pour les articles homonymes, voir Mont-Saint-Martin.
Mont-Saint-Martin est une commune française située dans le département de l'Isère en région Auvergne-Rhône-Alpes.
Cette petite commune, dont le territoire est entièrement inscrit en secteur rural dans une zone de moyenne montagne, se positionne sur le balcon occidental du Massif de la Chartreuse dominant la vallée de l'Isère. Celle-ci a adhéré, à ce titre, au parc naturel régional de la Chartreuse, ce qui ne l'empêche pas d'être également la commune la moins peuplée adhérente de la métropole Grenoble-Alpes Métropole, qui regroupe plus de 400 000 habitants.

## Géographie

### Situation

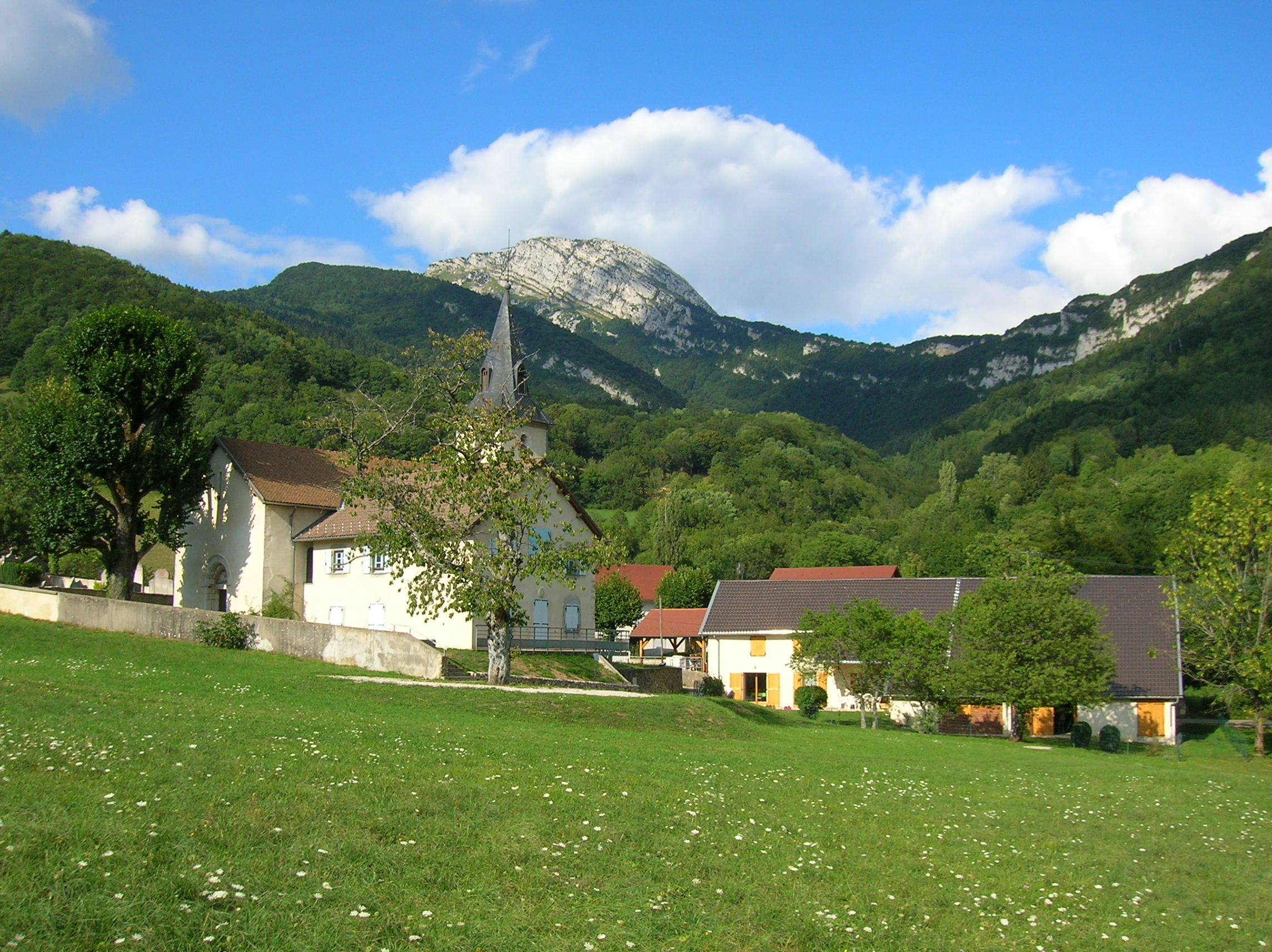
Le bourg de Fochaire et son église.

Mont-Saint-Martin est un petit village situé  dans un secteur de moyenne montagne de la partie occidentale du massif de la Chartreuse.
Il est situé au nord de l'agglomération grenobloise, quasiment au centre du département de l'Isère.
La commune fait partie du parc naturel régional de la Chartreuse.
Elle se trouve dans l'aire d'attraction de Grenoble, ainsi que dans la zone d'emploi et dans le bassin de vie de cette ville.

### Communes limitrophes
Le territoire de la commune est limitrophe de Fontanil-Cornillon au sud, de Voreppe à l'ouest, de Proveysieux à l'est et de Pommiers-la-Placette qui fait aujourd'hui partie de la nouvelle commune La Sure en Chartreuse, au nord.
|         | La Sure en Chartreuse |             |
| Voreppe | Mont-Saint-Martin     | Proveysieux |
|         | Fontanil-Cornillon    |             |

### Géologie et relief

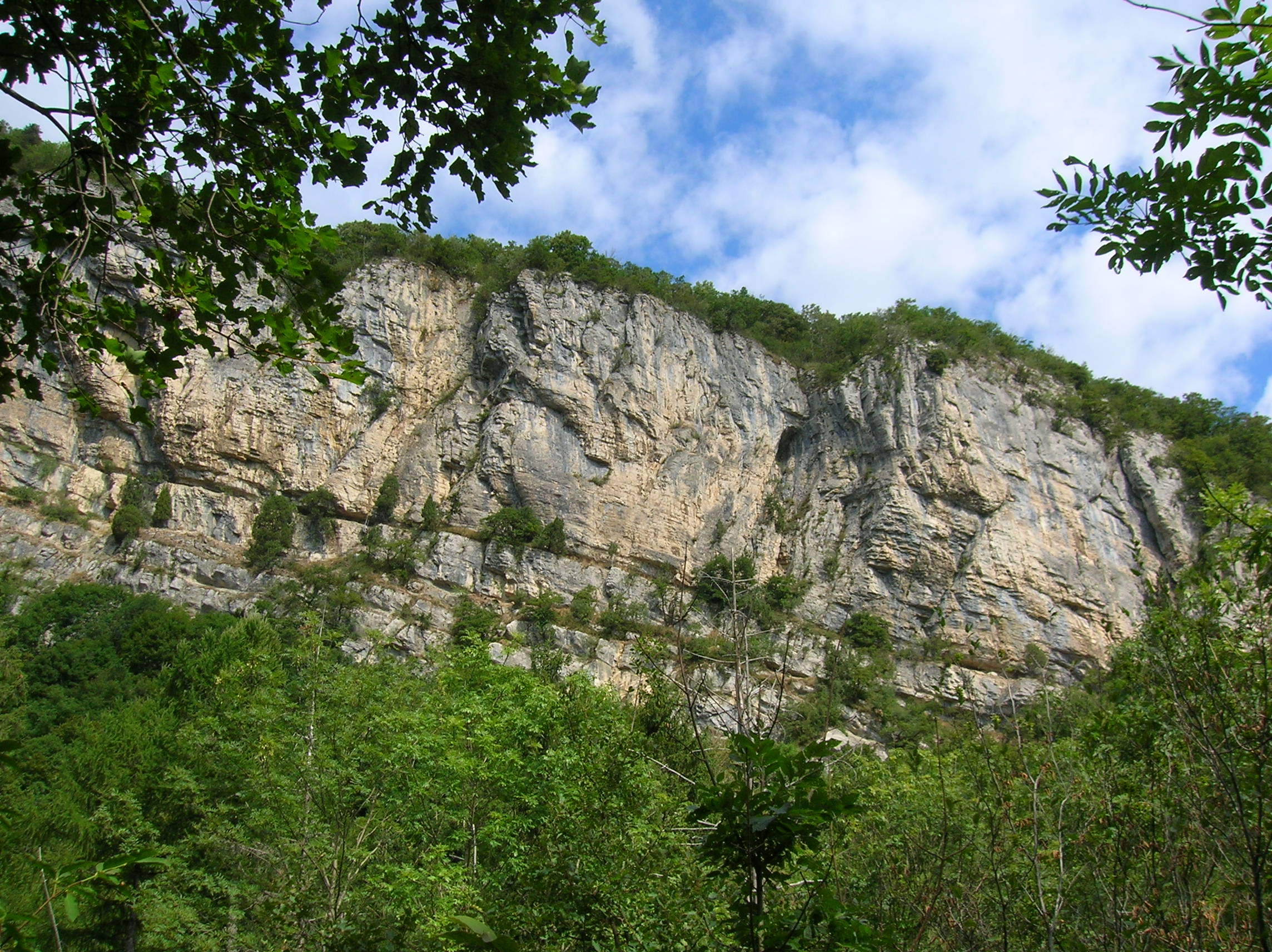
montagne vue depuis le chemin vers la Cheminée.

La superficie de la commune est de 5,31 km2 ; son altitude varie de 520  à   1 844 mètres.
Le chef-lieu de ce village est suspendu au-dessus de la cluse de Voreppe, sur un replat du vallon drainé par le ruisseau du Lanfray.
L'« ecroulement anté-rissien du Sappey de Proveysieux », site géologique remarquable d'intérêt géomorphologique de 119,32 hectares, est classé « deux étoiles » à l'« Inventaire du patrimoine géologique » en 2014. Il se trouve sur les communes de Mont-Saint-Martin et Proveysieux.

### Hydrographie

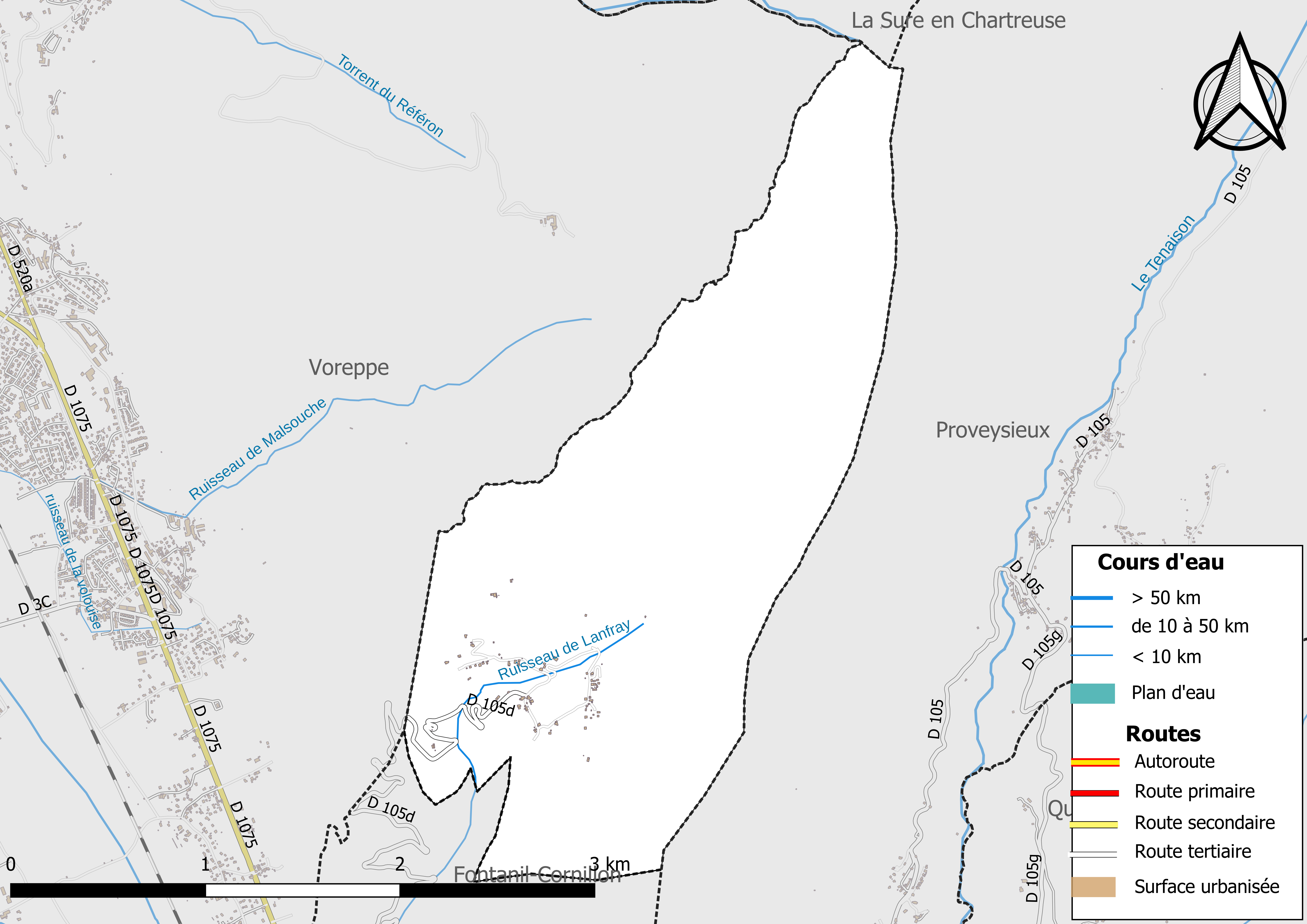
Carte hydrographique de la commune.

Le ruisseau du Lanfray prend sa source dans la commune et conflue dans l'Isère dans la vallée. C'est donc un sous-affluent du Rhône.

### Climat
Pour des articles plus généraux, voir Climat d'Auvergne-Rhône-Alpes et Climat de l'Isère.
En 2010, le climat de la commune est de type climat de montagne, selon une étude du Centre national de la recherche scientifique s'appuyant sur une série de données couvrant la période 1971-2000. En 2020, Météo-France publie une typologie des climats de la France métropolitaine dans laquelle la commune est exposée à un climat de montagne ou de marges de montagne et est dans la région climatique Alpes du nord, caractérisée par une pluviométrie annuelle de 1 200 à 1 500 mm, irrégulièrement répartie en été.
Pour la période 1971-2000, la température annuelle moyenne est de 9,4 °C, avec une amplitude thermique annuelle de 17,1 °C. Le cumul annuel moyen de précipitations est de 1 574 mm, avec 9,6 jours de précipitations en janvier et 8,1 jours en juillet. Pour la période 1991-2020, la température moyenne annuelle observée sur la station météorologique de Météo-France la plus proche, « Coublevie », sur la commune de Coublevie à 10 km à vol d'oiseau, est de 13,0 °C et le cumul annuel moyen de précipitations est de 1 121,0 mm,. Pour l'avenir, les paramètres climatiques de la commune estimés pour 2050 selon différents scénarios d'émission de gaz à effet de serre sont consultables sur un site dédié publié par Météo-France en novembre 2022.

## Urbanisme

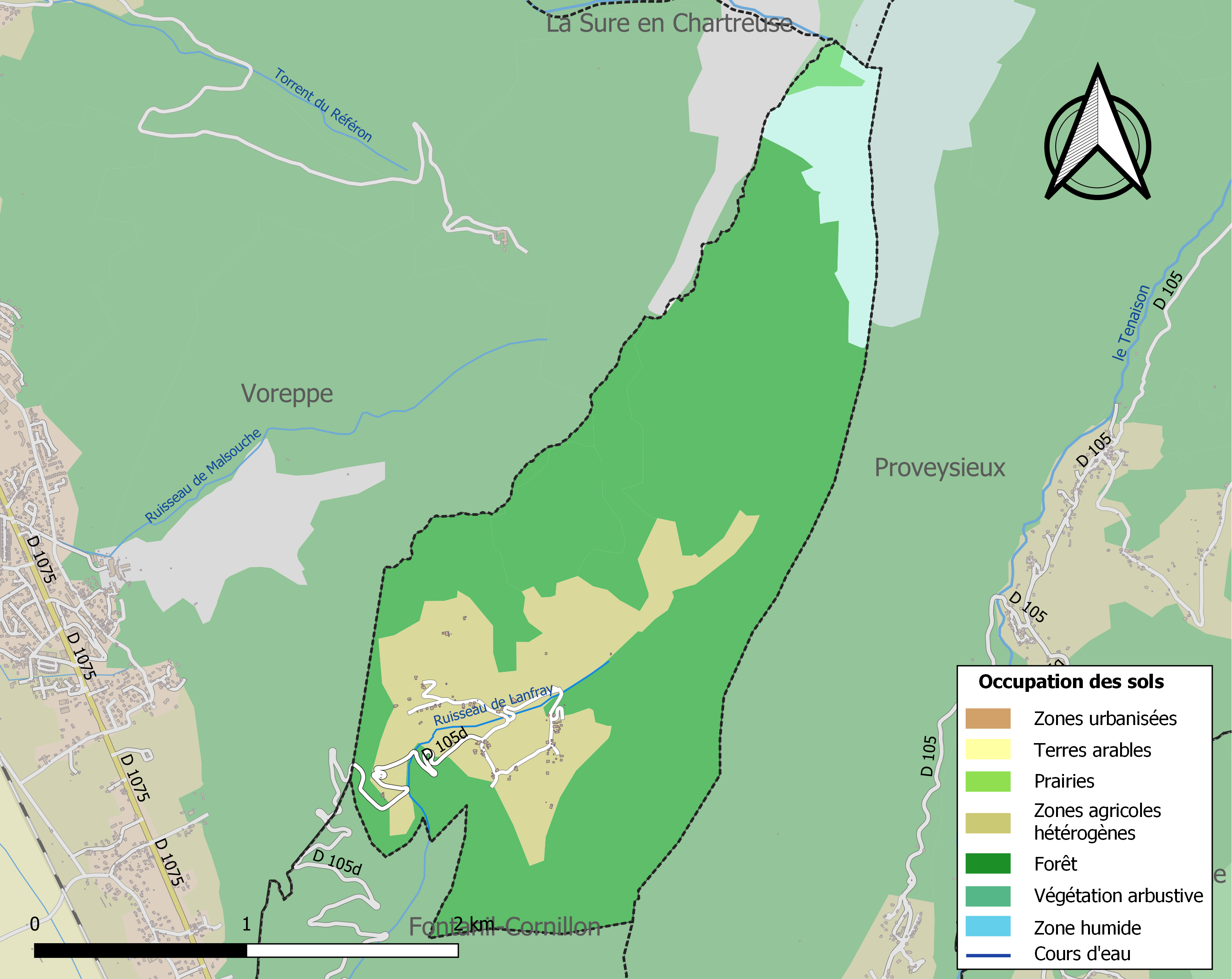
Carte des infrastructures et de l'occupation des sols de la commune en 2018 (CLC).

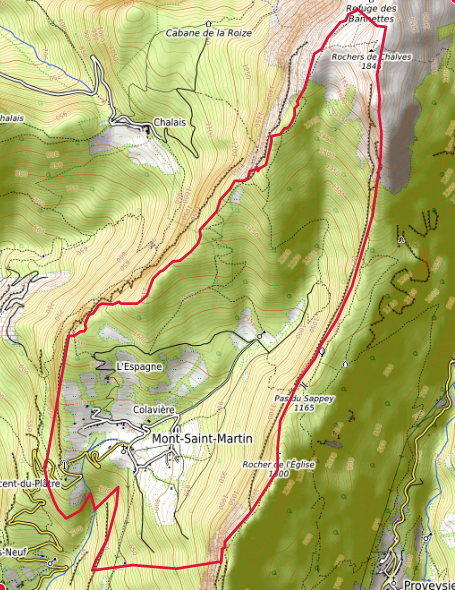
Carte topographique de la commune.

### Typologie
Au 1er janvier 2024, Mont-Saint-Martin est catégorisée commune rurale à habitat très dispersé, selon la nouvelle grille communale de densité à sept niveaux définie par l'Insee en 2022.
Elle est située hors unité urbaine. Par ailleurs la commune fait partie de l'aire d'attraction de Grenoble, dont elle est une commune de la couronne,. Cette aire, qui regroupe 204 communes, est catégorisée dans les aires de 700 000 habitants ou plus (hors Paris),.

### Occupation des sols
L'occupation des sols de la commune, telle qu'elle ressort de la base de données européenne d’occupation biophysique des sols Corine Land Cover (CLC), est marquée par l'importance des forêts et milieux semi-naturels (80,2 % en 2018), néanmoins en diminution par rapport à 1990 (91,4 %).
La répartition détaillée en 2018 est la suivante : 
forêts (73,4 %), zones agricoles hétérogènes (19,8 %), espaces ouverts, sans ou avec peu de végétation (6,1 %), milieux à végétation arbustive et/ou herbacée (0,7 %).
L'évolution de l’occupation des sols de la commune et de ses infrastructures peut être observée sur les différentes représentations cartographiques du territoire : la carte de Cassini (XVIIIe siècle), la carte d'état-major (1820-1866) et les cartes ou photos aériennes de l'IGN pour la période actuelle (1950 à aujourd'hui).

### Hameaux, lieux-dits et écarts
Voici, ci-dessous, la liste la plus complète possible des divers hameaux, quartiers et lieux-dits résidentiels urbains comme ruraux qui composent le territoire de la commune de Mont-Saint-Martin autour du bourg central (Fochaire), présentés selon les références toponymiques fournies par le site géoportail de l'Institut géographique national.
| - le Fournet - Pas du Bœuf - l'Échaillon - le Grolier - Côte Charvet | - les Combes - l'Espagne - le Sappey - Colavière - Namière | - Révalière - les Tarets - la Bonnard - la Rivoire - Rocher de l'Église (sommet) |

### Habitat et logement
En 2021, le nombre total de logements dans la commune était de 47, alors qu'il était de 43 en 2016 et de 46 en 2011.
Parmi ces logements, 90,8 % étaient des résidences principales, 4,6 % des résidences secondaires et 4,6 % des logements vacants. Ces logements étaient pour 96 % d'entre eux des maisons individuelles et pour 4 % des appartements.
Le tableau ci-dessous présente la typologie des logements à Mont-Saint-Martin en 2021 en comparaison avec celle de l'Isère et de la France entière. Une caractéristique marquante du parc de logements est ainsi la faible proportion des résidences secondaires et logements occasionnels (4,6 %) par rapport au département (8,3 %) et à la France entière (9,7 %).
| Typologie                                               | Mont-Saint-Martin | Isère | France entière |
| ------------------------------------------------------- | ----------------- | ----- | -------------- |
| Résidences principales (en %)                           | 90,8              | 84    | 82,2           |
| Résidences secondaires et logements occasionnels (en %) | 4,6               | 8,3   | 9,7            |
| Logements vacants (en %)                                | 4,6               | 7,7   | 8,1            |

### Voies de communication et transports

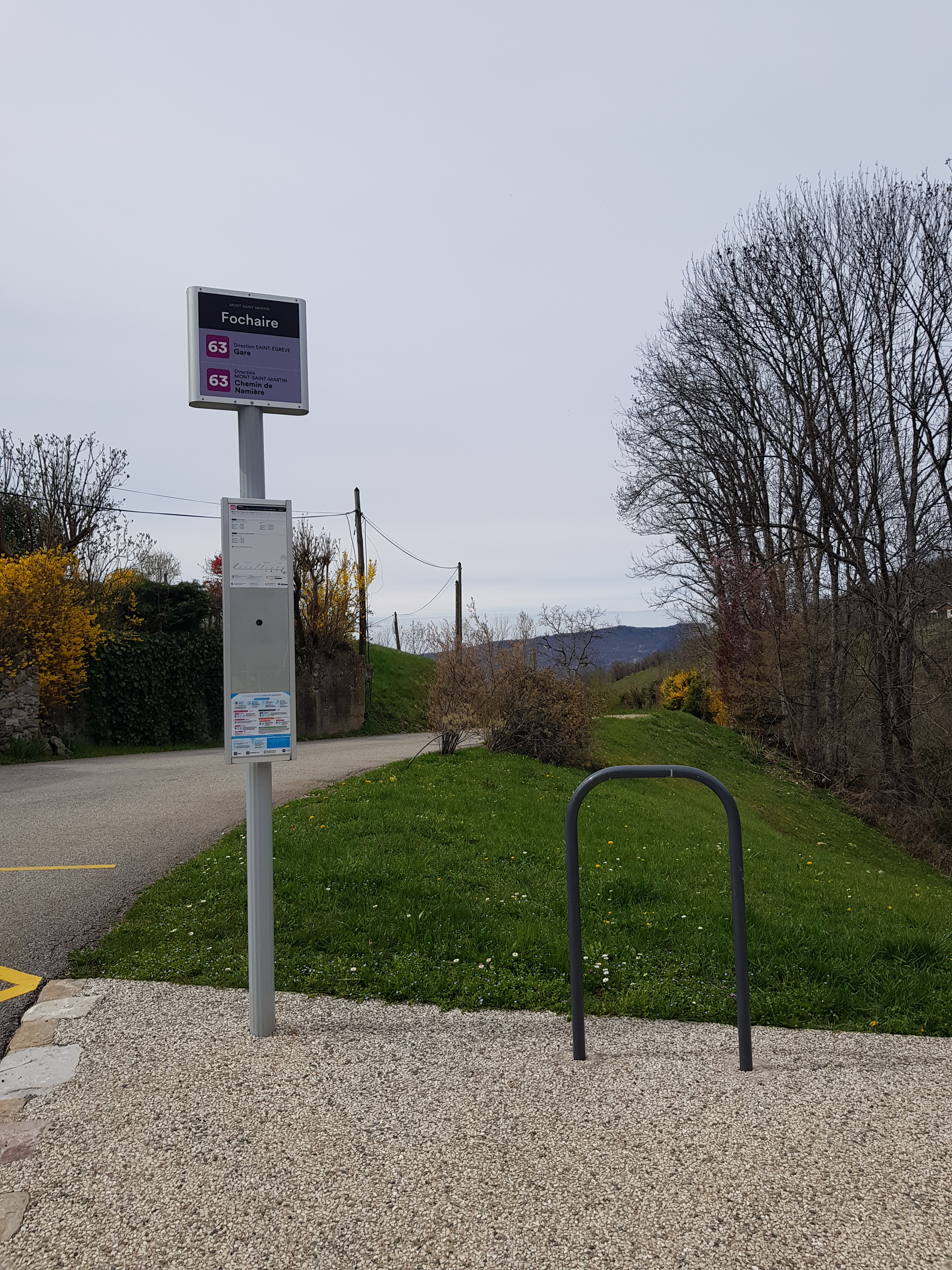
L'arrêt d'autocar de Fochaire.

Le territoire de la commune, positionné dans un cirque montagneux est à l'écart des grandes voies de circulation. L’autoroute A48 permettant la liaison de Lyon à Grenoble passe non loin de la commune et auquel, elle est reliée par la RD105d qui mène à la commune de Fontanil-Cornillon, puis la RD1075 et la bretelle  14 Saint-Égrève nord à 52 km.
La gare ferroviaire la plus proche est la gare de Saint-Égrève-Saint-Robert, située à huit kilomètres du centre. Cette gare est desservie par les trains TER Auvergne-Rhône-Alpes.

### Risques naturels et technologiques

#### Risques sismiques
Le territoire de la commune de Mont-Saint-Martin est entièrement situé en zone de sismicité n°4 (sur une échelle de 1 à 5), comme la plupart des communes de son secteur géographique.
| Type de zone | Niveau            | Définitions (bâtiment à risque normal) |
| ------------ | ----------------- | -------------------------------------- |
| Zone 4       | Sismicité moyenne | accélération = 1,6 m/s2                |

#### Autres risques
Mont-Saint-Martin est une des trente-sept communes du département de l'Isère classée pour le risque incendie de forêt.

## Toponymie
Le nom Saint-Martin est issu du nom du saint catholique romain Saint-Martin du IVe siècle, évêque de Tours, saint-patron de la paroisse de Saint-Martin du Néron.

## Histoire
Le nom est connu[Comment ?] dès le XIIe siècle car le village fait partie du mandatement de Cornillon[réf. nécessaire]. Le territoire était placé[Quand ?] sous l'autorité des dauphins, seigneur du Dauphiné[réf. nécessaire].
Aucune trace de maisons fortes ou châteaux du Moyen Âge n'est attestée sur la commune.

## Politique et administration

### Rattachements administratifs et électoraux

#### Rattachements administratifs
La commune se trouve  dans l'arrondissement de Grenoble du département de l'Isère.
Elle faisait partie de 1801 à 1972 du canton de Grenoble-Nord, année où elle intègre le canton de Saint-Égrève. Dans le cadre du redécoupage cantonal de 2014 en France, cette circonscription administrative territoriale a disparu, et le canton n'est plus qu'une circonscription électorale.

#### Rattachements électoraux
Pour les élections départementales, la commune fait partie depuis 2014 du canton de Grenoble-2.
Pour l'élection des députés, elle fait partie de la cinquième circonscription de l'Isère.

### Intercommunalité
Mont-Saint-Martin était membre de la communauté de communes du balcon sud de la Chartreuse, un établissement public de coopération intercommunale (EPCI) à fiscalité propre créé en 1994 et auquel la commune avait transféré un certain nombre de ses compétences, dans les conditions déterminées par le code général des collectivités territoriales.
Conformément aux prescriptions de la loi de réforme des collectivités territoriales du 16 décembre 2010, qui a prévu le renforcement et la simplification des intercommunalités et la constitution de structures intercommunales de grande taille, celle-ci a fusionné le 1er janvier 2014 avec la communauté de communes du Sud Grenoblois au sein de la communauté d'agglomération Grenoble Alpes Métropole (ou Métro)
La Métro est transformée le 1er janvier 2016 par la loi de modernisation de l'action publique territoriale et d'affirmation des métropoles (Loi MAPAM) de 2014 en métropole sous la dénomination de Grenoble-Alpes Métropole. Mont-Saint-Martin en est désormais membre.

### Liste des maires
| Période                                  | Période                        | Identité            | Étiquette | Qualité                                                                             |
| ---------------------------------------- | ------------------------------ | ------------------- | --------- | ----------------------------------------------------------------------------------- |
| Les données manquantes sont à compléter. |                                |                     |           |                                                                                     |
|                                          |                                |                     |           |                                                                                     |
| juin 1995                                | mars 2001                      | Robert Courtois     |           |                                                                                     |
| mars 2001                                | mars 2008                      | Martine Doillon     |           |                                                                                     |
| mars 2008                                | mars 2017                      | Jean-Pierre Villoud | SE        | Retraité Démissionnaire                                                             |
| mai 2017                                 | mai 2020                       | Serge Hortemel      | SE        | Retraité                                                                            |
| mai 2020                                 | janvier 2023                   | Vincent Lecourt     | SE        | Enseignant agrégé en Génie Civil au lycée Roger-Deschaux à Sassenage Démissionnaire |
| février 2023                             | En cours (au 30 novembre 2023) | Marc Depinois       |           | DRH de sites industriels retraité                                                   |

## Équipements et services publics

### Enseignement
La commune est rattachée à l'académie de Grenoble.

## Population et société
Les habitants sont dénommés les Saint-Martiniers.

### Démographie
L'évolution du nombre d'habitants est connue à travers les recensements de la population effectués dans la commune depuis 1800. Pour les communes de moins de 10 000 habitants, une enquête de recensement portant sur toute la population est réalisée tous les cinq ans, les populations de référence des années intermédiaires étant quant à elles estimées par interpolation ou extrapolation. Pour la commune, le premier recensement exhaustif entrant dans le cadre du nouveau dispositif a été réalisé en 2006.

En 2022, la commune comptait 93 habitants, en évolution de +16,25 % par rapport à 2016 (Isère : +3,07 %, France hors Mayotte : +2,11 %).
| 1800 | 1806 | 1821 | 1831 | 1836 | 1841 | 1846 | 1851 | 1856 |
| ---- | ---- | ---- | ---- | ---- | ---- | ---- | ---- | ---- |
| 121  | 150  | 143  | 131  | 135  | 133  | 121  | 116  | 122  |

| 1861 | 1866 | 1872 | 1876 | 1881 | 1886 | 1891 | 1896 | 1901 |
| ---- | ---- | ---- | ---- | ---- | ---- | ---- | ---- | ---- |
| 115  | 113  | 97   | 107  | 98   | 107  | 91   | 87   | 76   |

| 1906 | 1911 | 1921 | 1926 | 1931 | 1936 | 1946 | 1954 | 1962 |
| ---- | ---- | ---- | ---- | ---- | ---- | ---- | ---- | ---- |
| 69   | 69   | 53   | 42   | 38   | 50   | 49   | 56   | 35   |

| 1968 | 1975 | 1982 | 1990 | 1999 | 2006 | 2011 | 2016 | 2021 |
| ---- | ---- | ---- | ---- | ---- | ---- | ---- | ---- | ---- |
| 20   | 45   | 77   | 77   | 98   | 94   | 85   | 80   | 88   |

| 2022 | - | - | - | - | - | - | - | - |
| ---- | - | - | - | - | - | - | - | - |
| 93   | - | - | - | - | - | - | - | - |

### Médias
Le quotidien à grand tirage Le Dauphiné libéré consacre chaque jour de la semaine et du week-end, dans son édition Chartreuse-Sud Grésivaudan, une page complète sur l'actualité du canton et quelquefois de la commune, proposant des informations sur les événements locaux, des comptes-rendus, des annonces, des dossiers sur des thèmes variés.
La commune est située sur l'aire de diffusion de radio Ici Isère, une radio publique qui émet sur tout le territoire du département de l'Isère.

### Cultes
La communauté catholique et l'église de Mont-Saint-Martin (propriété de la commune)  dépendent de la paroisse Saint Martin du Néron, celle-ci étant également rattachée au diocèse de Grenoble-Vienne.

## Économie
Le commune fait partie de l'aire géographique de production et transformation du « Bois de Chartreuse », la première AOC de la filière Bois en France,.

## Culture et patrimoine

### Lieux et monuments
- L'église Saint-Martin du Mont, reconstruite au XIXe siècle mais dont le portail à l'ouest est daté du XIIe siècle[18], et contenant un ostensoir classé réalisé par l'orfèvrerie Poussielgue-Rusand et qui présente l'inscription gravée « Donnée par Napoléon III à la commune de Mont Saint Martin »[33]
- Le monument aux morts communal ; il est déplacé hors du cimetière en 2006[34]. Il se présente sous la forme d'un piédestal avec une croix latine au sommet datée de 1865[34].
- La meulière des Dauphins

un sentier de randonnée de 4 kilomètres permet de découvrir une carrière de meules de moulins exploitée aux XIVe et XVe siècles, alors qu'elle appartenait aux princes du Dauphiné, redécouverte grâce aux archives du XVIe siècle ; elle se trouve en amont des Combes,. Une quinzaine de panneaux et de bornes d'interprétation jalonnent l'itinéraire et racontent toute l'histoire de ce site spectaculaire
- Le dodécaèdre, sculpture sur le chemin du Belvédère
- Plusieurs vieilles demeures anciennes[18]

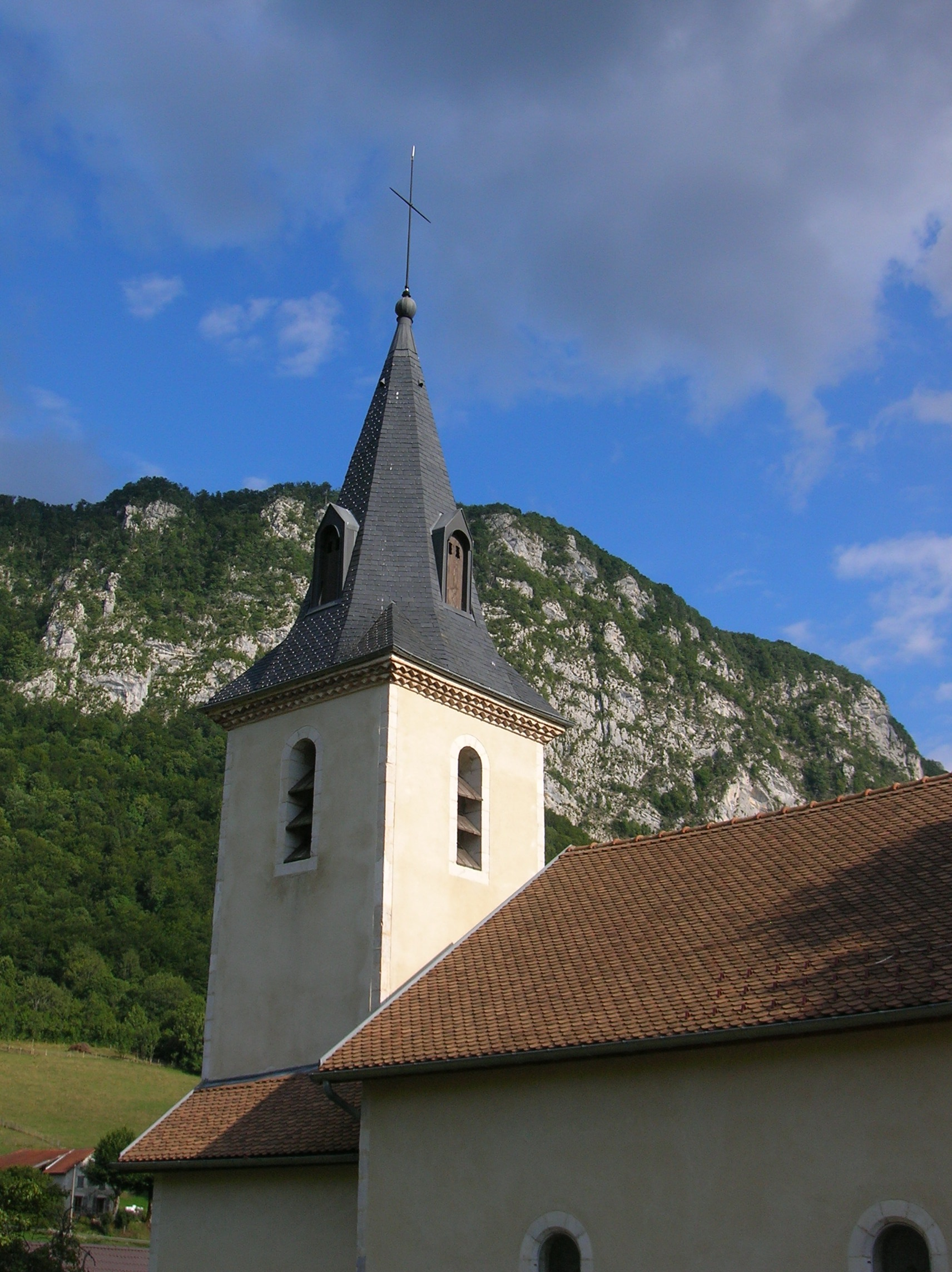
Le clocher de l'église du village.
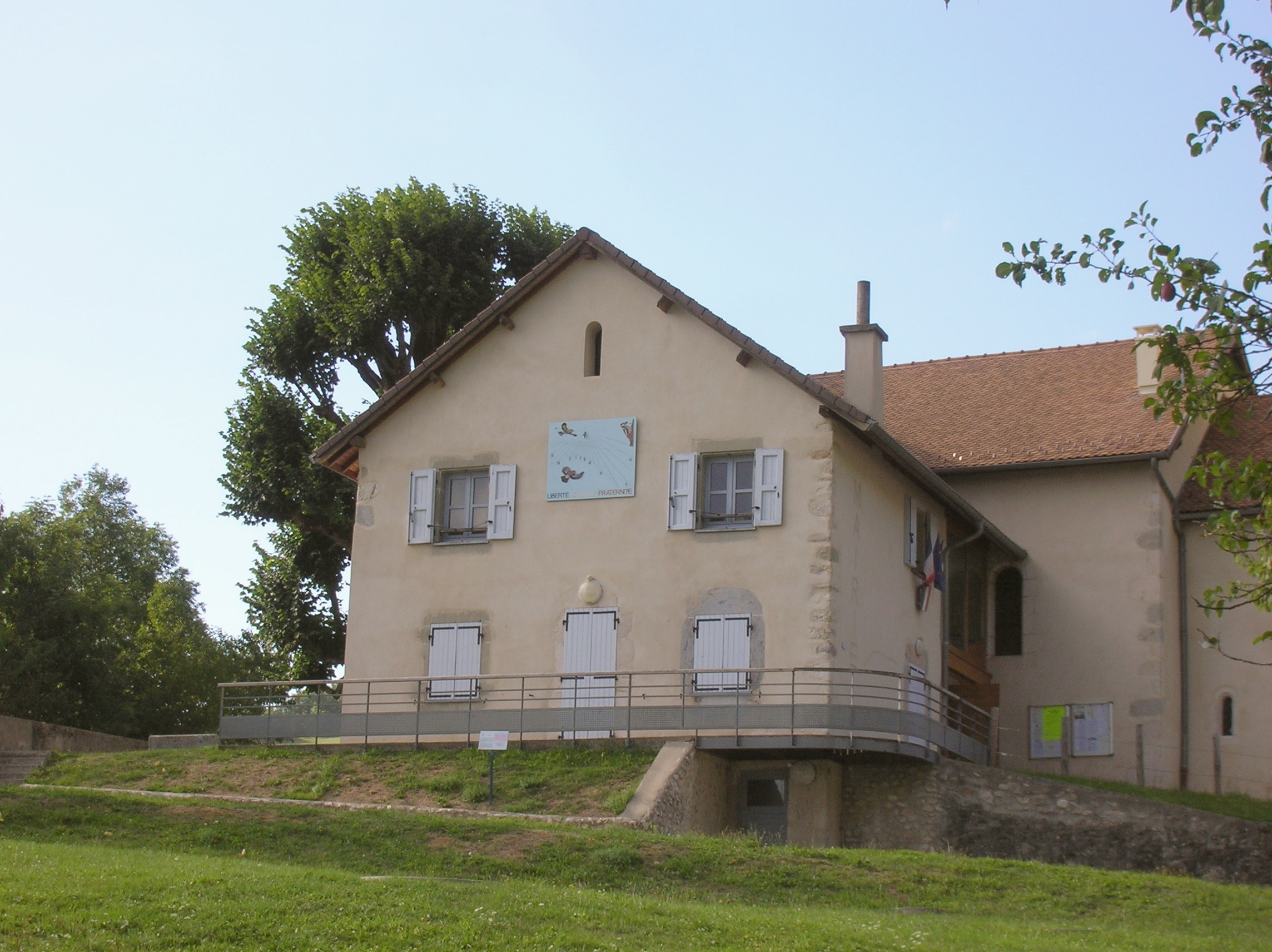
La mairie...
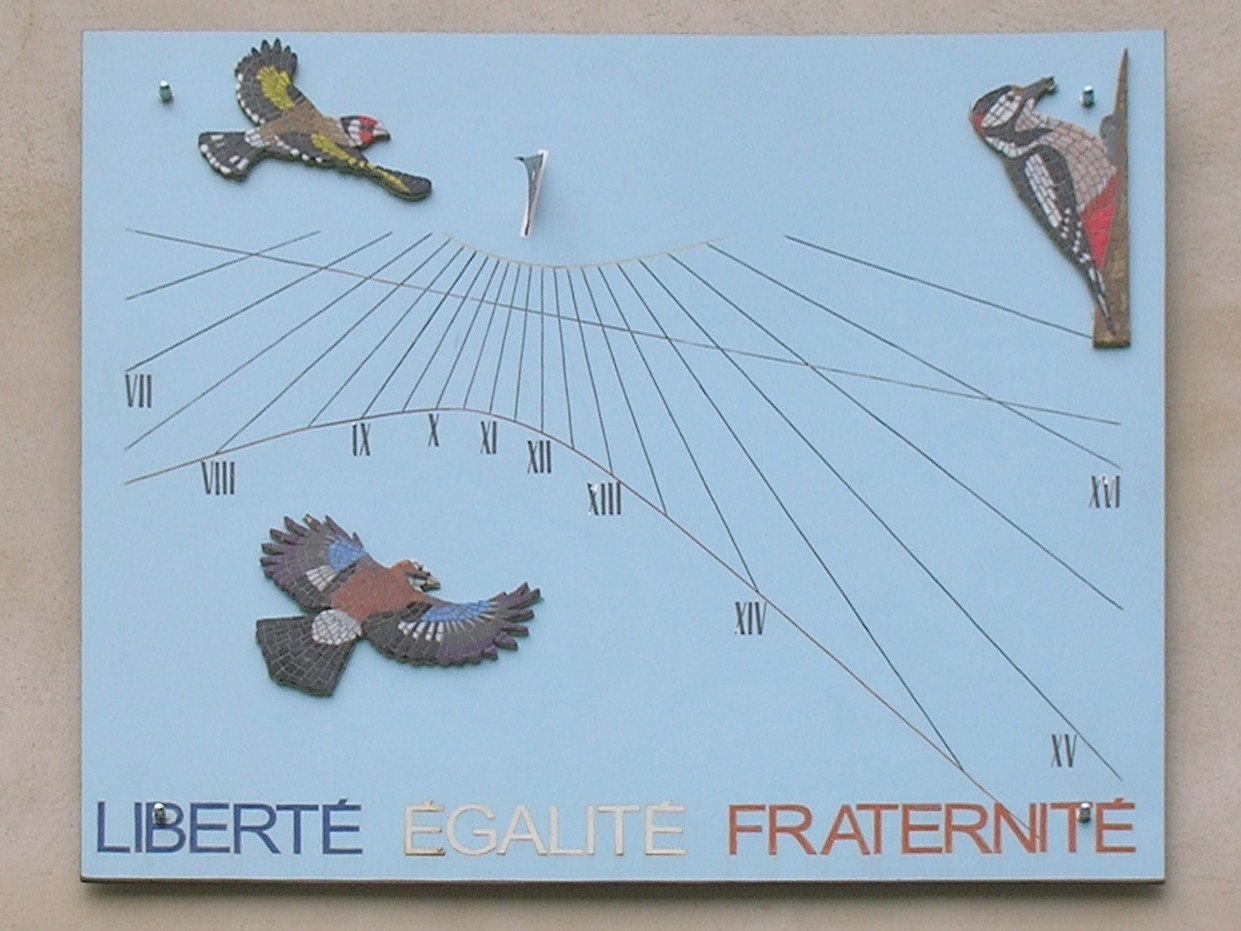
... et son cadran solaire.
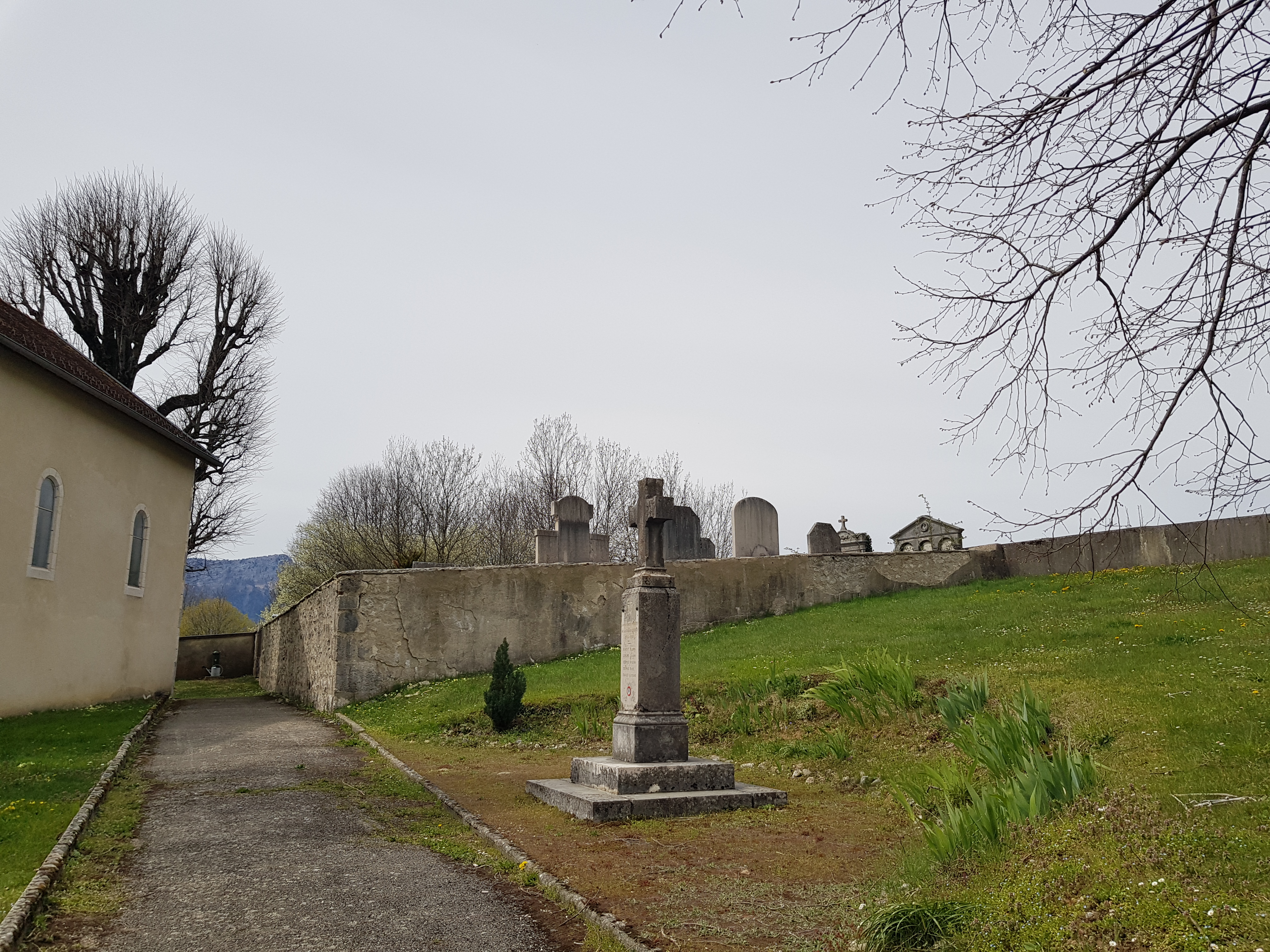
Le monument aux morts, entre l'église et le cimetière.
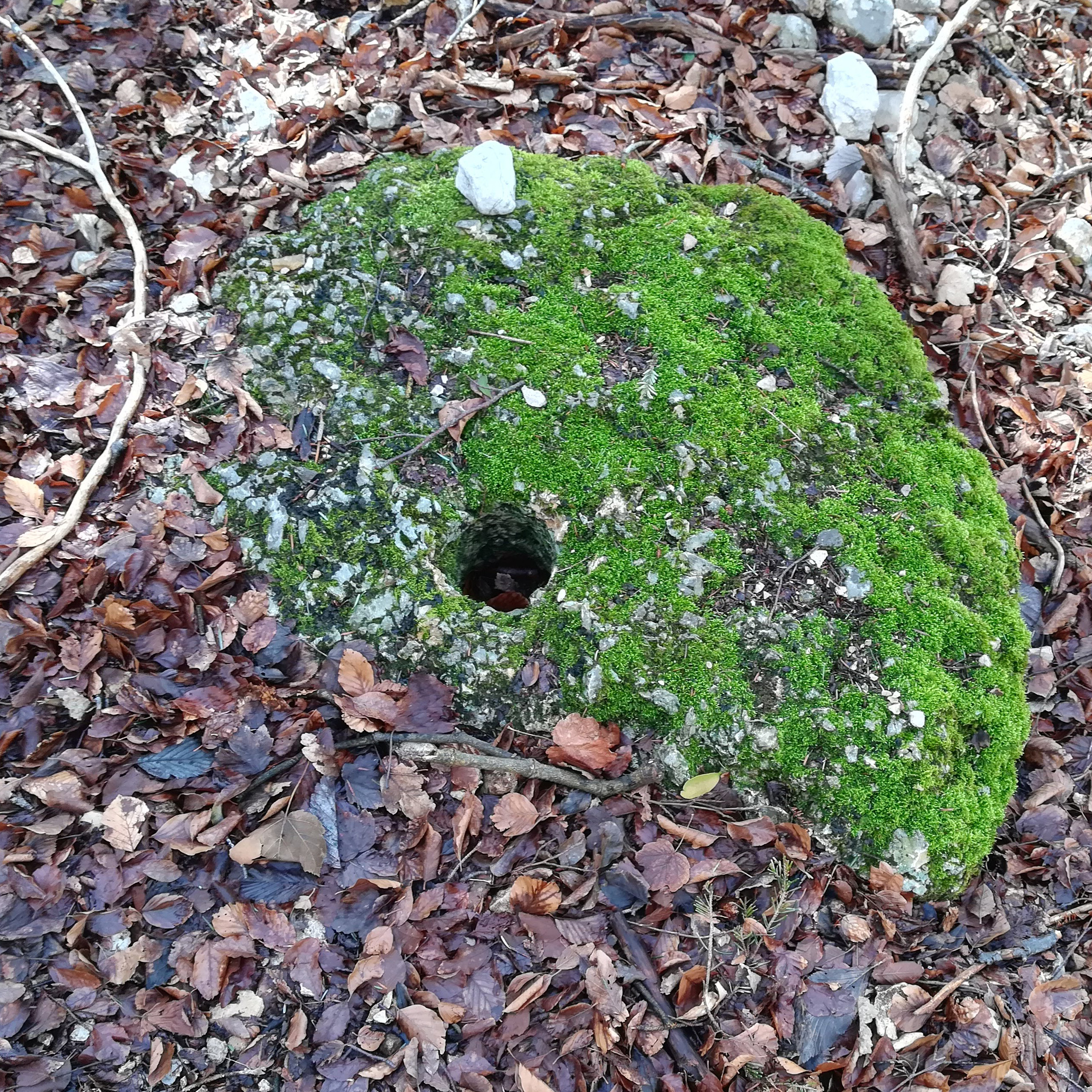
Une meule sur le sentier de découverte de La meulière des Dauphins
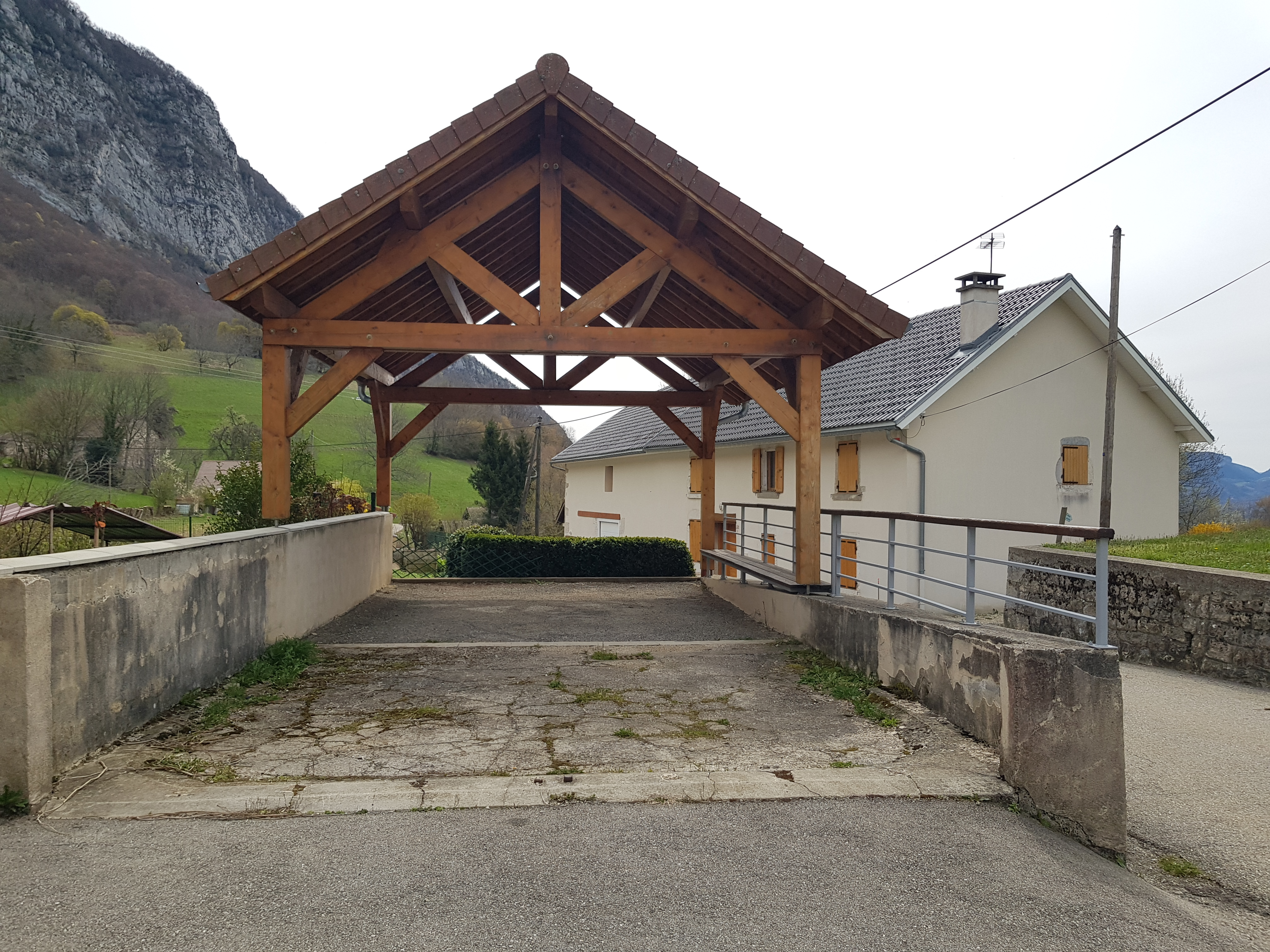
Mont-Saint-Martin (Isère) - 006.jpg
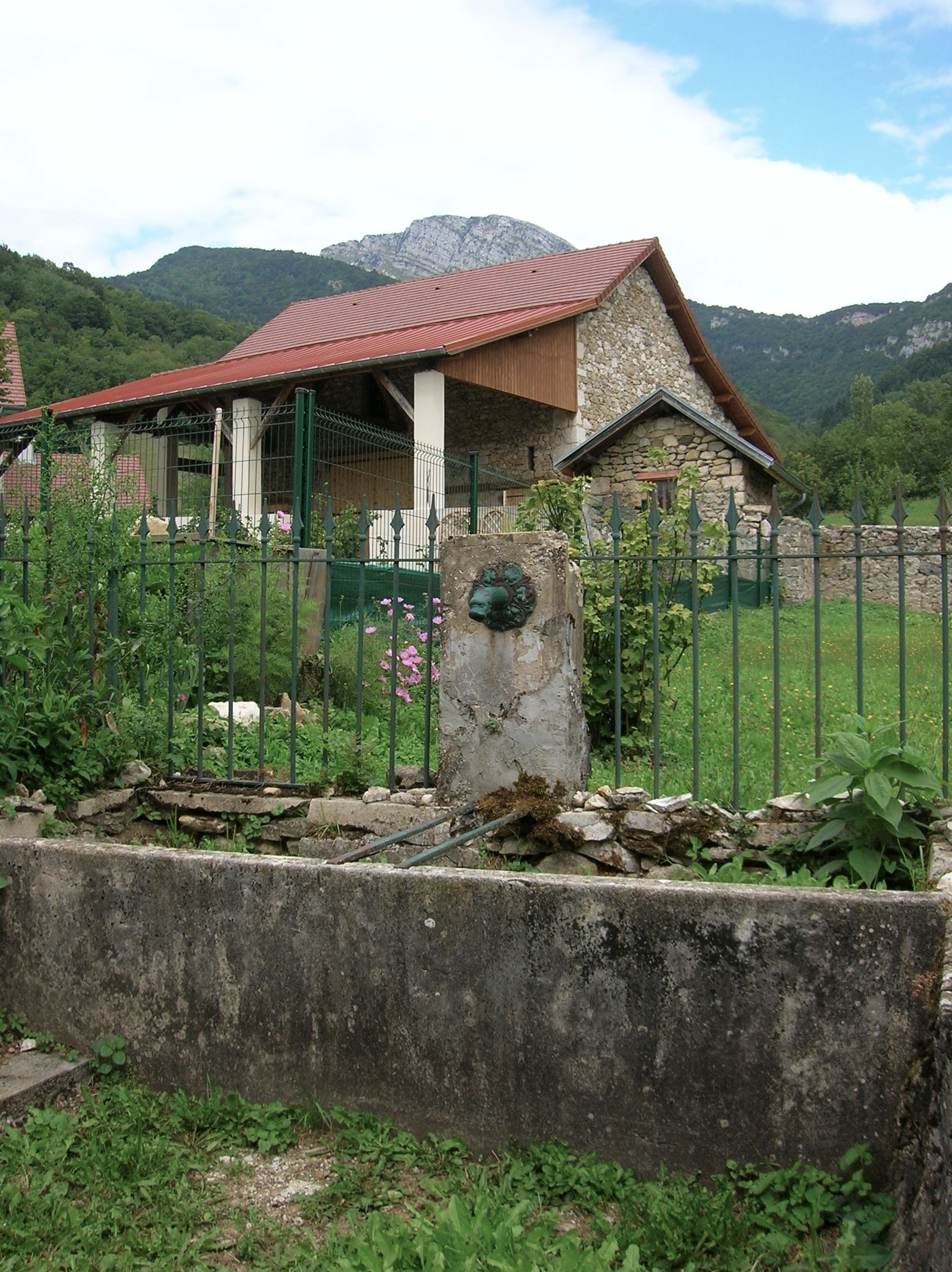
La fontaine Saint-Martin.

## Pour approfondir